# Goran Volarević
Goran Volarević, hrvatski vaterpolist. Igrao na mjestu vratara. 
Sudjelovao na ovim velikim natjecanjima: Sredozemnim igrama 2001. (5. mjesto), SP 2003. (9.mjesto), EP 2003. (2. mjesto), OI 2004. (9. mjesto), SP 2005. (4. mjesto), i EP 2006. (7. mjesto). Volarević je s Hrvatskom 1997. na Kubi osvojio naslov juniorskog prvaka svijeta(za igrače do 20 godina), gdje je proglašen najboljim vratarom turnira.

## Klupski uspjesi

#### Državna prvenstva (7)
Prvenstvo Republike Hrvatske: (5)
- prvak (s VK JUG Dubrovnik): 2000.,2001., 2004., 2005., 2006.

Prvenstvo Republike Italije: (2)
- prvak (s AS Pro Recco): 2016-17, 2017-18

#### Državni kupovi (7)
Hrvatski kup: (5)
- osvajač (s VK JUG Dubrovnik): 2000., 2002., 2003., 2004., 2006.

Talijanski kup (2)
- osvajač (s AS Pro Recco): 2016-2017, 2017-2018

#### Europska natjecanja
Liga prvaka: (2)
- osvajač (s VK JUG Dubrovnik): 2001., 2006.

Kup LEN: (3)
- osvajač (s VK JUG Dubrovnik): 1999/00. (s R.N.Savona): 2011., 2012.

Europski superkup: (1)
- osvajač (s JUG Dubrovnik): 2006.